# SN 2002aw
SN 2002aw – supernowa typu Ia odkryta 15 lutego 2002 roku w galaktyce A163729+4052. W momencie odkrycia miała maksymalną jasność 16,60m.